# Кесица чаја
Кесица чаја је мала, порозна и затворена кесица или пакетић, врећица, која садржи листове чаја, односно листове разног биља, а која се потапа у води да би отпустила арому и лековите састојке биља. Некада се користила само биљка Camellia sinensis, а данас се праве и са другим (лековитим) биљем.
Кесице чаја се обично праве од филтер-папира или пластике за храну, а повремено од свиленог памука и свиле. Имају исту сврху као инфузери за чај. Могу се користити више пута, све док не нестане екстракције. Неке кесице чаја имају прићвршћено парче конца са папирном етикетом на другом крају које помаже при вађењу кесице из напитка, али и садржи назив бренда и врсте чаја.

## Историја
Патент кесице чаја датира из 1903. године, а прве модерне кесице чаја су заправо биле ручно шивене врећице од тканине. Рекламиране су око 1904. а на тржишту се нашле око 1908. захваљујући Томасу Саливану, увознику кафе и чаја из Њујорка, који је своје свилене кесице чаја испоручивао широм света. Позната легенда каже да је ово била случајност; корисници је требало да изваде растресит чај из кесице, али је деловало лакше да свој напитак скувају док је биље још увек у порозној кесици. Прву машину за паковање кесица чаја изумео је Адолф Рамболд 1929. године за немачку компанију Тееканне. Топлотно запечаћена кесица чаја од папирних влакана је патентирана 1930. године од стране Вилијама Хермансона. Данашње кесице чаја у облику правоугаоника нису измишљене све до 1944. До тада, кесице су заправо личиле на мале врећице.

## Производња

### Чај
У кесицама чаја је доступан широк избор чајева, као и других инфузија и биљних чајева. Обично се за кесице чаја користе растресити остаци крупног лишћа, мада неке компаније продају и кесице чаја са целим листовима.

#### Облици и материјали
Традиционално, кесице чаја су у облику квадрата и правоугаоника. Обично се праве од филтер-папира, мешавине дрвета и биљних влакана, сличног папиру који проналазимо у филтеру за млеко и кафу. Други састојак је бељена пулпа акапа конопље, плантажна биљка која се узгаја због влакана, углавном на Филипинима и у Колумбији. Неке кесице имају термопластични материјал на унутрашњој површини, који се затврата топлотом, и то може бити ПВЦ или полипропилен. Ово их чини потпуно биоразградивим. Новије кесице чаја се производе и у кружном облику. Пирамидалне врећице чаја увео је бренд ПГ Типс 1997. године. Обично се праве од најлона, соилона (ПЛА мрежа направљена од кукурузног скроба) или свиле. Најлон није биоразградив, па еколози преферирају свилу. ПЛА са друге стране јесте биоразградив, али није компостован. На располагању су и празне кесице чаја које потрошачи могу сами напунити листовима чаја. То су обично отворене врећице са дугачким преклопима. Кесица се пуни одговарајућом количином чаја од листова, а поклопац се затвара у кесицу како би се чај задржао. Такве кесице чаја комбинују једноставност употребе комерцијално произведене кесице, са ширим избором чаја и бољом контролом квалитета растреситог чаја.

## Активности које укључују кесице чаја
Украсне кесице чаја постале су основа за велике колекције, и многи колекционари сакупљају кесице чаја из целог света. Клубови сакупљача кесица чаја су широко распрострањени широм света, а чланови се састоје од људи заинтересованих за предмете који се односе на чајеве. Онлајн клубови колекционара често укључују каталоге кесица чаја, као и алате за праћење колекције. Поред тога, сакупљачи кесица чаја често сакупљају друге предмете у вези са чајем, као што су етикете. Ове веб странице такође пружају форуме за дискусије и трговинске аранжмане између колекционара.
Склапање кесица чаја почело је у Холандији и често се приписује Тини ван дер Пласу. То је облик оригамија у којем се идентични квадрати шареног папира (изрезани са предње стране омота кесице чаја) савијају, а затим ређају у розете. Ове розете се обично користе за украшавање поклон картица, и постале су популарне у САД и Великој Британији од 2000. године.
Такође, научници за земљиште су користили стандардизоване кесице чаја за мерење брзине разлагања органских материјала у различитим земљиштима.